# Saint John Capisterre
Saint John Capisterre is een van de veertien parishes van Saint Kitts en Nevis. Het ligt op het hoofdeiland Saint Kitts en de hoofdstad is Saddlers. De parish bevat Dieppe Bay, de eerste nederzetting van het Franse gedeelte van Saint Kitts.

## Dieppe Bay
In 1538 werd Dieppe Bay als eerste niet-Spaanse kolonie gesticht door Franse Hugenoten. De Spanjaarden hoorden van het bestaan van de kolonie, en Dieppe Bay werd aangevallen en de kolonisten werden verdreven. In 1625 arriveerde Franse kaapvaarders onder leiding van Pierre D’Esnambuc op Saint Kitts, omdat hun schepen waren beschadigd na een gevecht met een Spaanse galjoen. De Fransen vestigden zich in Dieppe Bay, en de plaats werd opnieuw opgebouwd.

## Black Rock

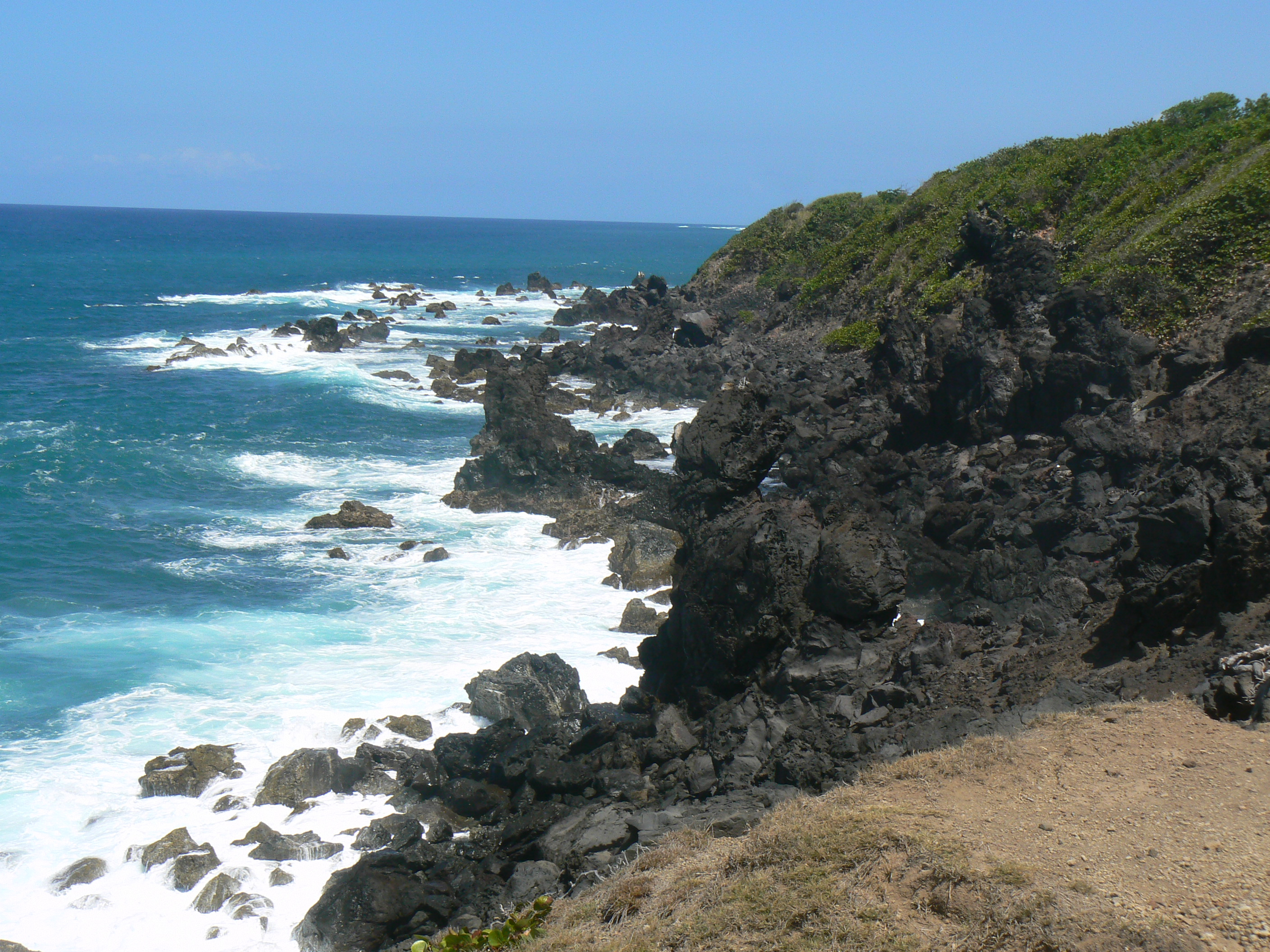
Black Rock

Black Rock zijn rotsformaties in de buurt van Saddler. Het zijn overblijfselen van de laatste vulkaanuitbarsting van Mount Liamuiga, en zijn het gevolg van lava dat de zee bereikte. De rotsformaties hebben grillige vormen, en door de rotsen zijn er natuurlijke getijdenpoelen ontstaan.
Saint Kitts: Christ Church Nichola Town · Saint Anne Sandy Point · Saint George Basseterre · Saint John Capisterre · Saint Mary Cayon · Saint Paul Capisterre · Saint Peter Basseterre · Saint Thomas Middle Island · Trinity Palmetto Point

Nevis: Saint George Gingerland · Saint James Windward · Saint John Figtree · Saint Paul Charlestown · Saint Thomas Lowland